# Mobilité aérienne urbaine

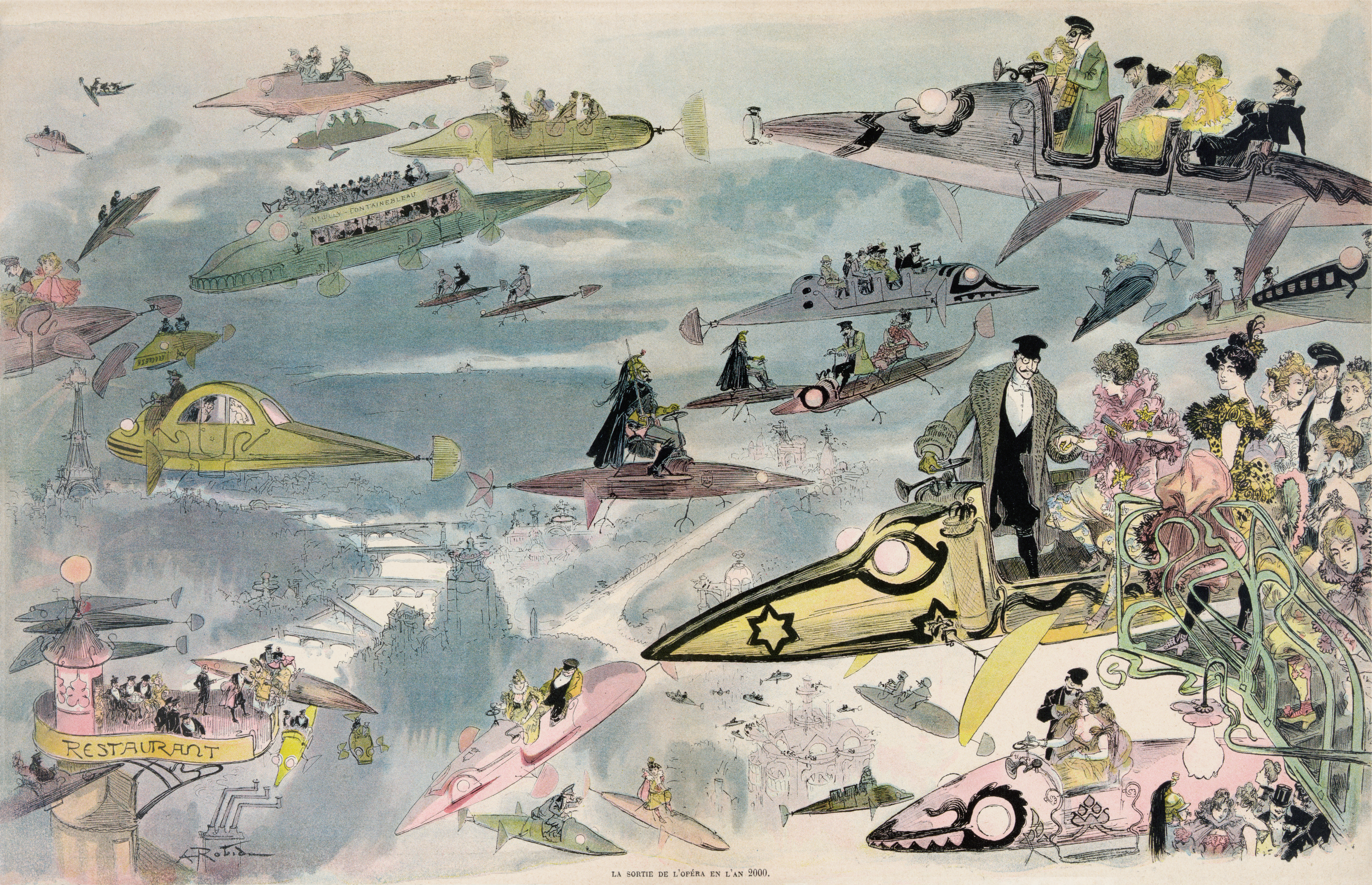
La Sortie de l'opéra en l'an 2000 et le taxis volants parisiens imaginés vers 1882 par le dessinateur Albert Robida (lithographie)

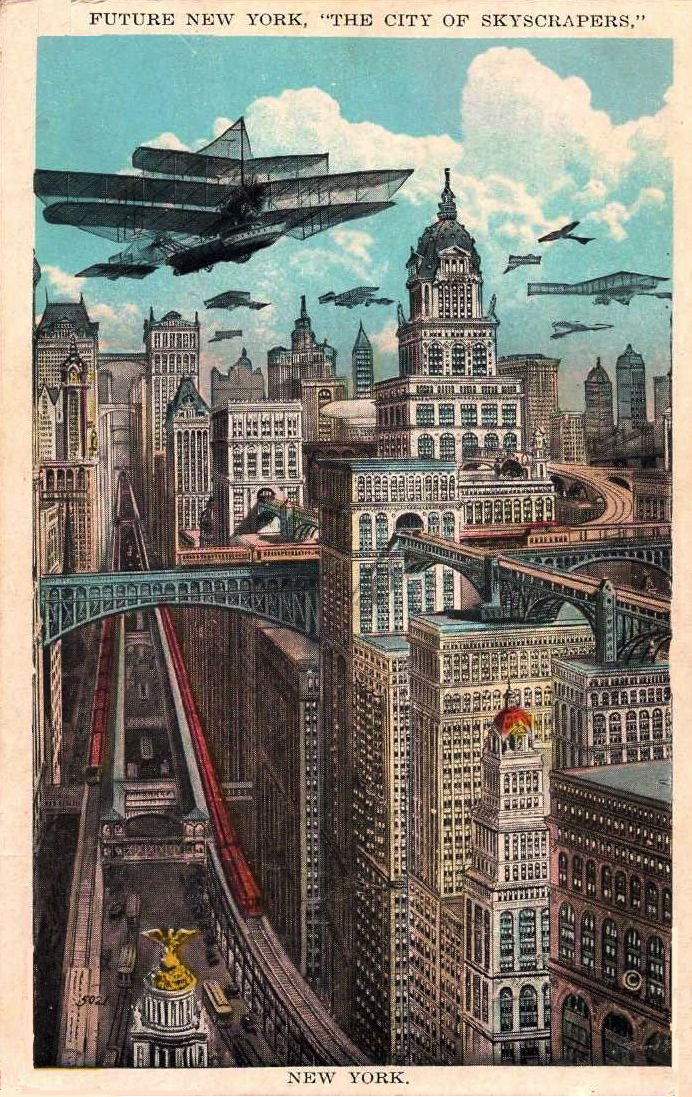
Vue futuriste de New-York City, avec engins volants, voies routières, voies ferrées ou métro en hauteur et gratte-ciels ; dessinée par Richard Rummel, publié en couverture du journal américain The Delineator

Avertissement : Comme indiqué par son titre, le présent article ne concerne que le champ urbain de la mobilité aérienne, au sein du domaine plus large de la « mobilité aérienne avancée » (qui peut aussi concerner des zones rurales, naturelles et marines).
L'expression mobilité aérienne urbaine (MAU ou en anglais urban air mobility ou UAM ; ou Advanced Air Mobility ou AAM) désigne des approches technologiquement émergentes au XXIe siècle de systèmes de transport aérien au sein des villes.
Ces approches envisagent, préparent ou expérimentent des formes de transport aérien « sûres, durables, abordables et accessibles pour la mobilité des passagers, la livraison de fret et la gestion des urgences dans ou traversant une zone métropolitaine », généralement au moyen d'aéronefs hautement automatisés, contrôlés pour tout ou partie par une intelligence artificielle et volant à des altitudes basses « en zones urbaines, suburbaines et périurbaines »,.
Ces modes de transport qui relevaient autrefois de la science-fiction sont souvent présentés comme susceptible de répondre à des urgences médicales,,, et de fluidifier le trafic urbain (argument peu crédible car les vols urbains seront couteux et/ou ne pourront pas emporter un grand nombre de passagers) notamment dans un contexte d'urbanisation rapide de la planète, en particulier pour ce qui concerne les projets de développement de taxis volants autonomes. Un néologisme ; vertiport, désigne les plateformes qui seront dédiées aux véhicules à décollage et atterrissage verticaux (VTOL).
Si grâce à l'intelligence artificielle, le défi du véhicule autonome semble techniquement pouvoir être résolu au XXIème siècle, de nombreux autres obstacles et défis sont encore à relever, dont en termes de réglementation, de coût, de soutenabilité (écologique et énergétique), de nuisances, de protection de la vie privée (les drones livreurs sont généralement dotés de caméras) et de pollution sonore ainsi que d'acceptabilité sociale.

## Histoire

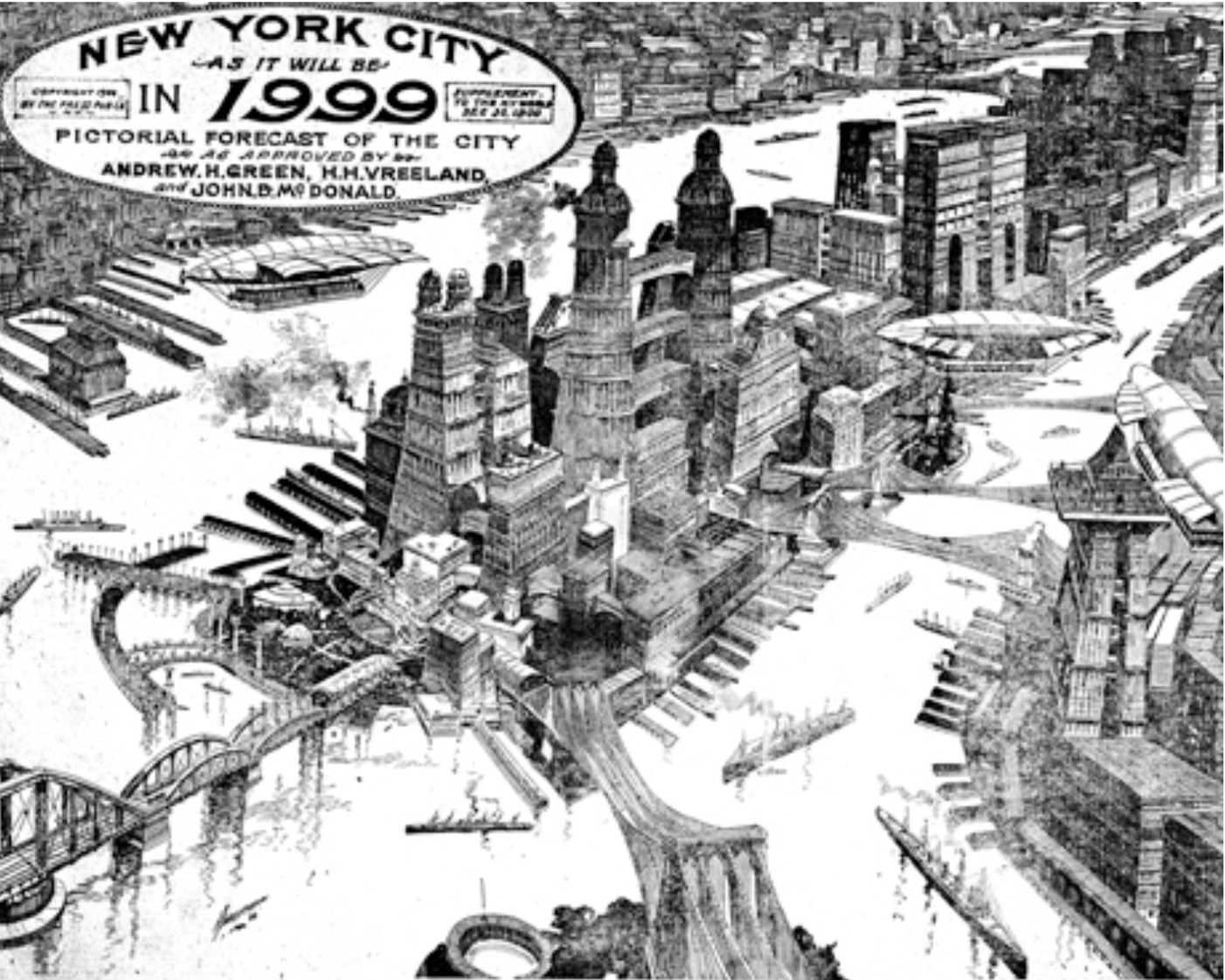
Prospective illustrée de la ville de New-York à horizon 1999, telle qu'imaginée un siècle plus tôt (1899) et approuvée par Andrew H Green, HH Ykeland, John B Mc Donald, dans The New York World du 30 Décembre 1899, dessinée par Louis Biedermann

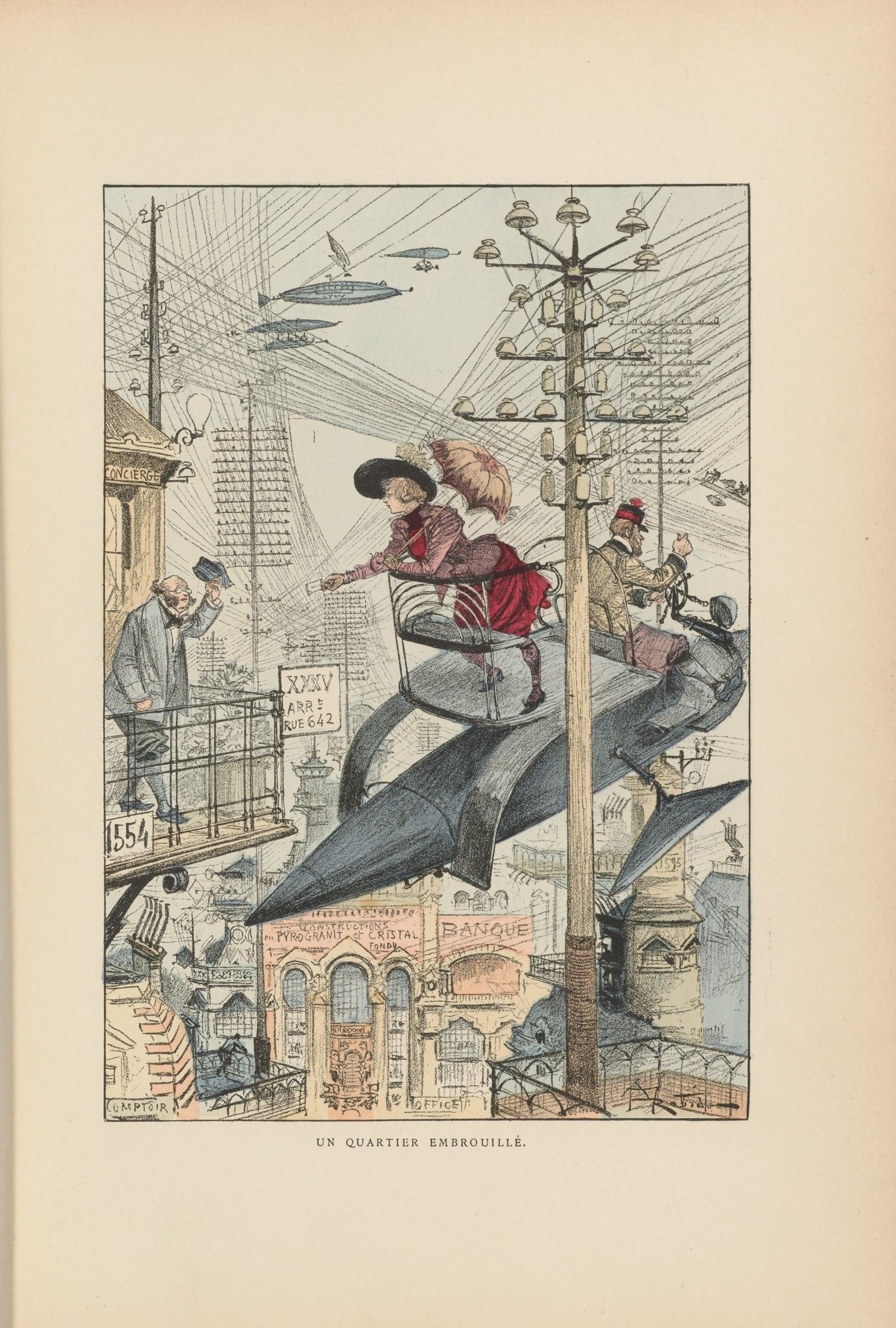
Illustration d'Albert Robida, qui imagine ici Le vingtième siècle, Paris (Librarie Illustrée, 1883)

Depuis la démonstration de la possibilité de créer des aérostats capable de transporter des humains ou marchandises, puis depuis 1909 (année de grands spectacles grand public basés sur le vol dirigé, un imaginaire futuriste - dit de la ville aérienne par l'architecte-urbaniste Nathalie Roseau - s'est développé, largement repris par la science fiction et par des urbanistes (dès la fin du XIXe siècle). Depuis lors, selon N. Roseau, « l’urbanisme et la mobilité aérienne se sont mutuellement nourris" et les dispositifs de ville aérienne ou d’aéroport-ville ont fonctionné comme un miroir pour la ville en devenir ». Une série d'accidents de dirigeables (et en particulier l'explosion, le 6 mai 1937, du Zeppelin LZ 129 Hindenburg après 14 mois de service actif sur une ligne transatlantique régulière), le volume occupé par ces engins, leur vulnérabilité aux tempêtes et le cout de l'hélium semblent avoir eu raison de ce mode de transport, qui conserve cependant des défenseurs et quelques engins.
Pour des raisons de bruit et de risque de crash, l'immense majorité des villes est cependant encore interdite de survol, notamment à basse altitude (sauf dérogation près de certains aéroports périurbains et pour certains héliports (service d'urgence hospitaliers, transports urgents de personnalités et/ou sites militaires...). Néanmoins Quelques expériences et tests sont effectés de par le monde, et des réflexions et préconisations émergent à propos du concept encore émergent de Vertiport : Plate-forme de décollage et d’atterrissage pour les véhicules volants à décollage et atterrissage verticaux ; décrit en 1963 par Icare (Syndicat français de pilotes de ligne)comme suit 
« […] au lieu de 26 (aéroports) « Paris-Nord » dans la région parisienne, accueillant chacun 30 millions de passagers par an, c’est plutôt 260 « vertiports » qu’il faut imaginer après l’an 2000, recevant chacun 3 millions de passagers par an et desservant chacun un «quartier» de 50.000 à 100.000 habitants ou emplois. Ces 260 vertiports auront un trafic moyen journalier de l’ordre de 10.000 passagers, et seront fréquentés chaque jour par environ 200 « vertibus » de 500 places chacun, soit une touchée toutes les 3 minutes en heure de pointe ».
Les vertiports ont en 2020 fait l'objet de 3 rapports par la NASA et ils font dans les décennies 2010-2020 l'objet de divers projets expérimentaux dont dans l'Union européenne, où l'Agence européenne de la sécurité aérienne a anticipé leur arrivée possible en publiant à l'avance (mars 2022) des lignes directrices (normes techniques) visant à garantir que ces vertiports (PTS-VPT-DSN) seront sûrs et adaptables à une probable succession de nouveaux types d'avions et autres aéronefs verticaux (VTOL).

## Exemples d'utilisation et applications
Parallèlement au transport de personnes, le transport autonome de marchandises par air fait l'objet de recherches et de quelques expérimentations (livraisons d'objets légers, généralement dans de petites villes peu denses) :
- Aux Etats-Unis, la filiale Wing d'Alphabet Inc. a annoncé, en aout 2021, approcher son 100 000e colis livré par drone à un client (colis légers, dont 10 000 gobelet de café et 1200 barquettes de poulet[15]. Elle ajoute avoir à Logan City, en Australie, dans son centre le plus actif, dépassé un record (interne) de « 4 500 livraisons en une semaine ». 
Amazon, après la promesse faite par Bezos en 2013, et après de 10 ans d'essais « ponctués d'accidents, de rapports de manquements présumés à la sécurité » et d'employés licenciés, d'après eux pour avoir alerté sur des problèmes de sécurité constatés sur les prototypes testés[16],[17] annonce bientôt pouvoir livrer des colis de moins de 5 livres aux clients en moins d'une heure, à Lockeford (Californie) et à College Station (Texas), puis ailleurs en 2024 (si la Federal Aviation Administration l'y autorise). Ce drone (MK30) est, selon Amazon, plus léger, plus petit, mieux sécurisé, plus tolérant aux températures chaudes ou froides et 25% moins bruyant que le MK27-2 précédents ; et il peut supporter « une pluie légère »[18].

- À Hambourg, il y avait le projet WiNDroVe - Utilisation économique des drones dans une région métropolitaine - Hambourg, sur le thème des drones dans la ville. Elle a été réalisée de mai 2017 à janvier 2018 avec la participation du ZAL (centre de recherche appliquée en aviation)[19]. Hambourg était représentée avec des contributions à la conférence sur le sujet au SXSW 2019 à Austin, Texas, États-Unis[20]. À Ingolstadt, il y a aussi un projet sur la mobilité aérienne urbaine depuis juin 2018. C'est réalisé par Airbus, Deutsche Bahn, le DLR de la ville d'Ingolstadt, l'université d'Eichstätt et de nombreux autres partenaires de projet importants. Il s'agit de l'utilisation d'aéronefs comme taxi aérien, pour l'aide médicale urgente, pour le transport du sang. Les domaines de la surveillance du trafic et de la sécurité publique sont également pris en compte[21]. Toulouse participe à l'Initiative européenne de mobilité aérienne urbaine. Le projet est coordonné par Airbus, Eurocontrol et l'AESA[22].

- À Munich, le parti CSU a proposé des sites de décollage et d'atterrissage pour les taxis aériens à la gare principale[23].

- à São Paulo, au Brésil, des hélicoptères sont utilisés pour le transport rapide de personnes, indépendamment des embouteillages. Ce type de taxi aérien est également disponible à Mexico[24]. Ces connexions aériennes rapides sont associées à des coûts plus élevés, sont source de nuisances et Pollution sonore et de pollution de l'air, et sont très consommatrice d'énergie[25].

- le Japon, à la fin des années 2010 « expérimentent la livraison au-delà de la ligne de mire visuelle dans des zones restreintes, dans l'espoir d'étendre le programme à l'ensemble du pays une fois que des réglementations efficaces seront apparues »[26].

- En 2021-2023, en Afrique (au Rwanda, puis au Ghana dans d'autres pays) et aux Etats-Unis, le drone Zipline volant jusqu'à 110 km/hest efficacement testé pour la livraison de produits médicaux ou pharmaceutiques en petits colis parachutés (jusqu'à 1,7 kg)[27],[28] (une solution compliquée en zone d'habitat dense).

- En France, la maire de Paris (Anne Hidalgo) a envisagé des taxis volants autonomes à Paris pour les Jeux olympiques d'été de 2024, puis le Groupe ADP (Aéroports de Paris) a présenté un projet de vertiport, plateforme dédiée à ces véhicules à décollage et atterrissage verticaux (VTOL)[29].
Puis l'aéroport de Nice a proposé un projet dit Urban Blue, visant à concevoir, construire et gérer un réseau de vertiports co-élaboré avec les aéroports de Rome, Venise et Bologne, à partir de 2024 [30].

## Quels types d'aéronefs?

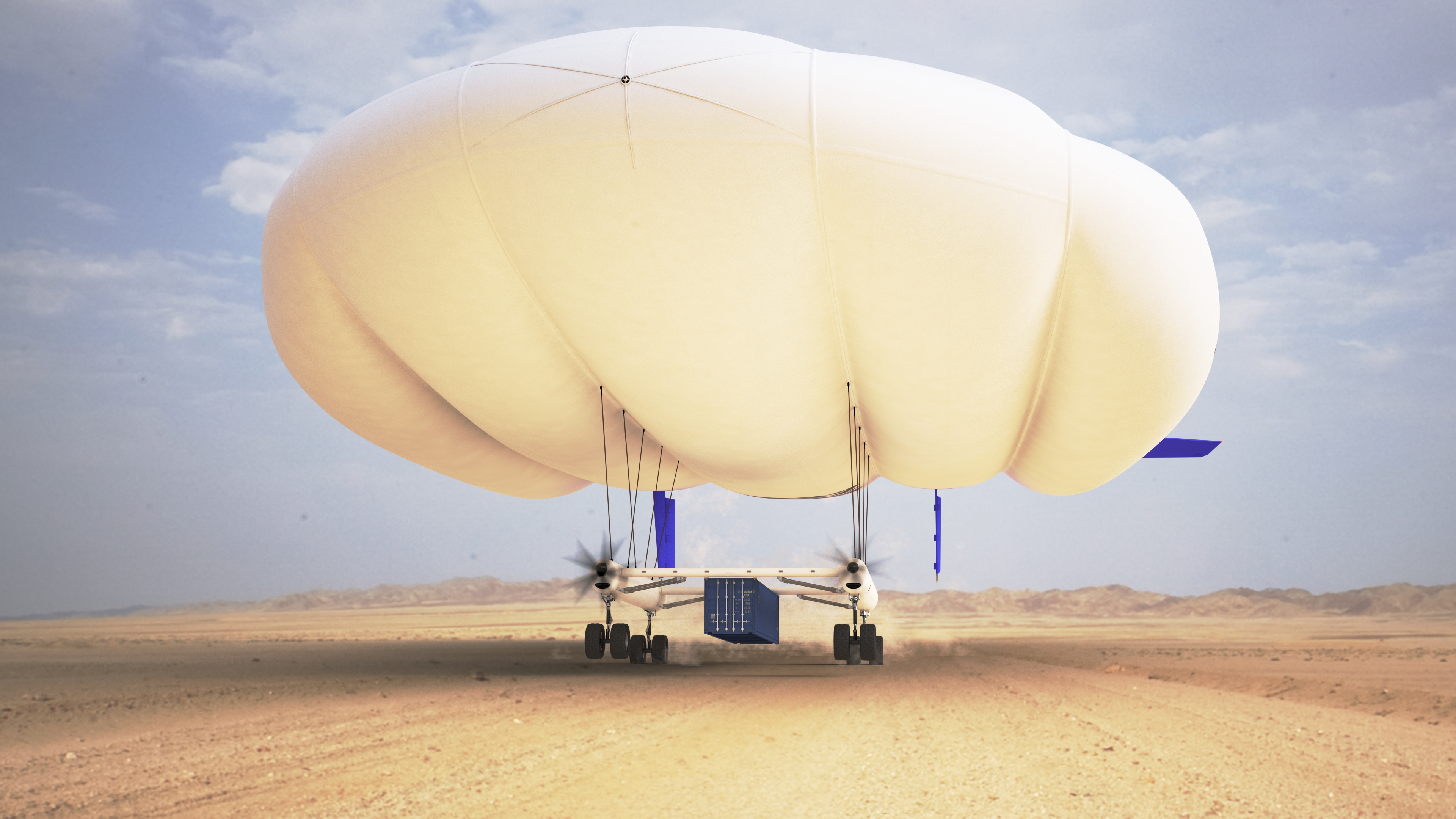
Projet NATAC de Voliris. Navette Aérienne de Transport Automatique de Containers

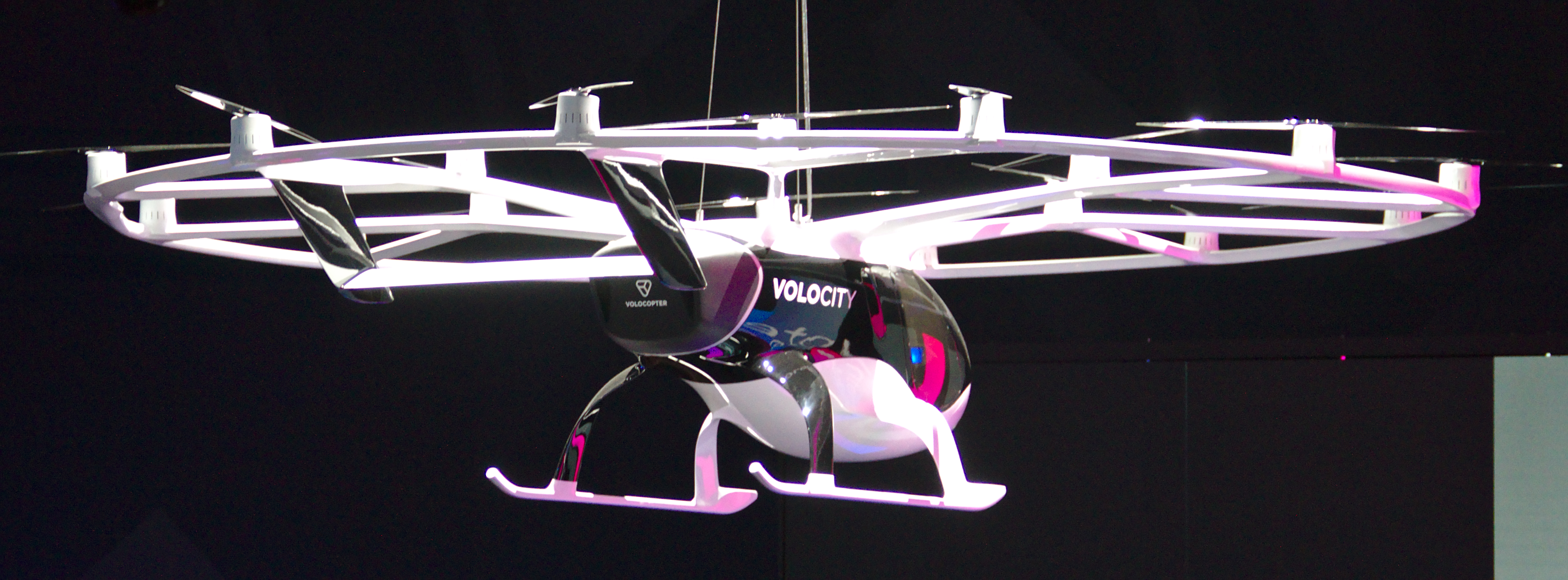
Modèle « Volocity » de Volocopter (IAA 2019)

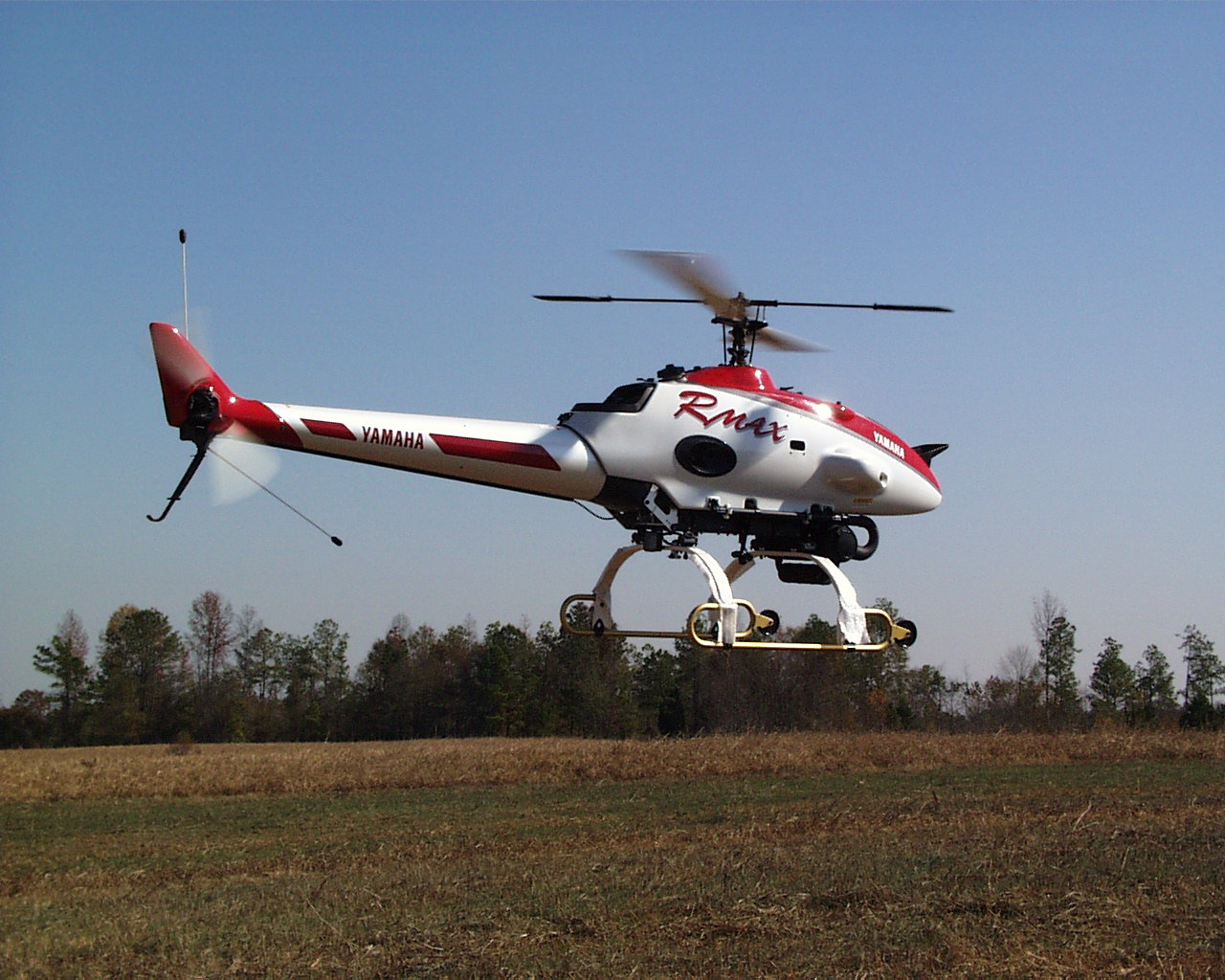
Exemple de petit hélicoptère sans pilote (YamahaRMax, utilisé pour doser la radioactivité dans l'air après la catastrophe de Fukushima

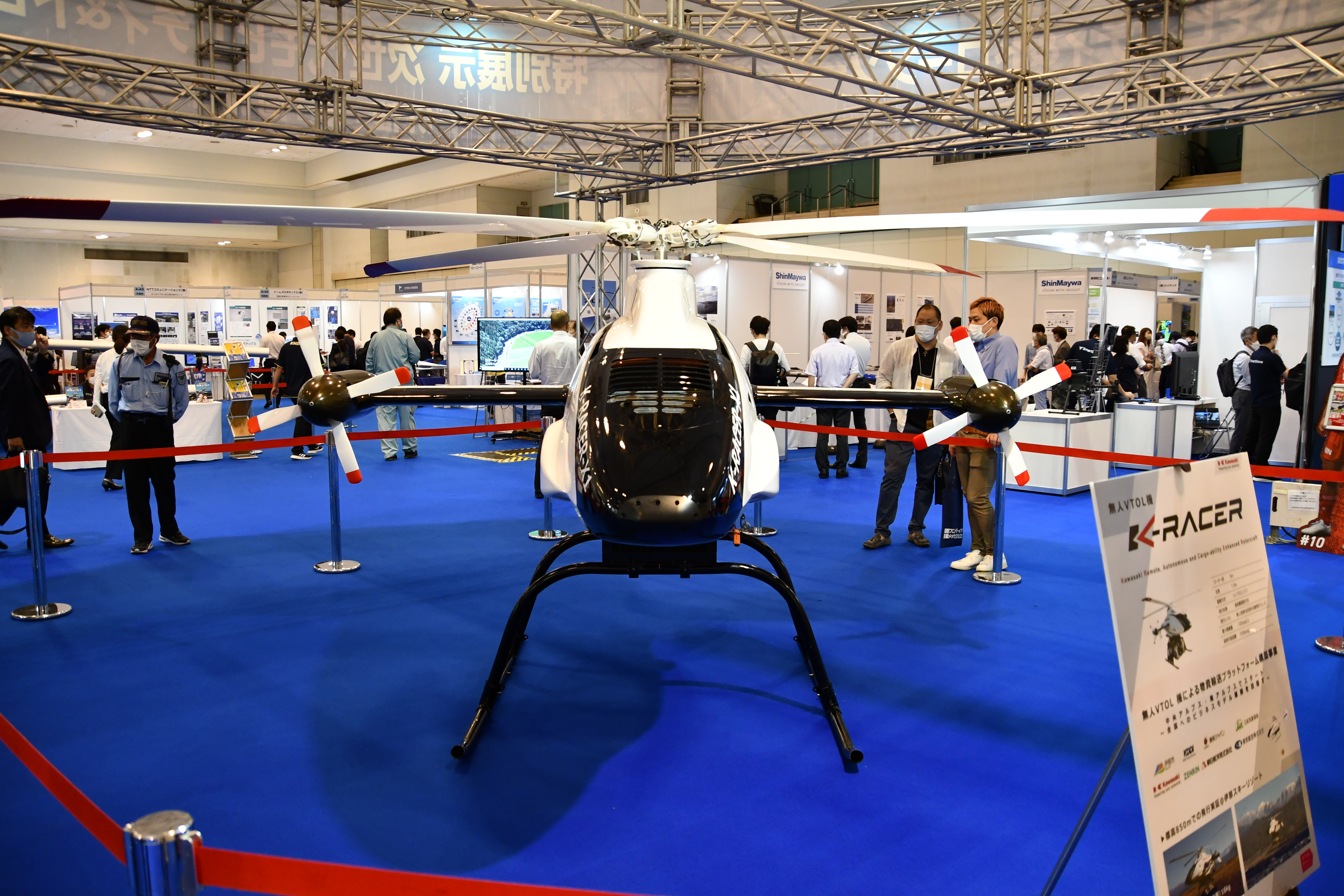
Exemple d'hélicoptère hybride (moteur Kawasaki Ninja H2R) Japonais sans pilote, vendu comme "drone de livraison" (de la taille d'une voiturevoiture, à queue arrière droite) ; Kawasaki Heavy Industries "K-RACER-X1" (ici présenté le 2 septembre 2022 dans un salon international à Kobe)

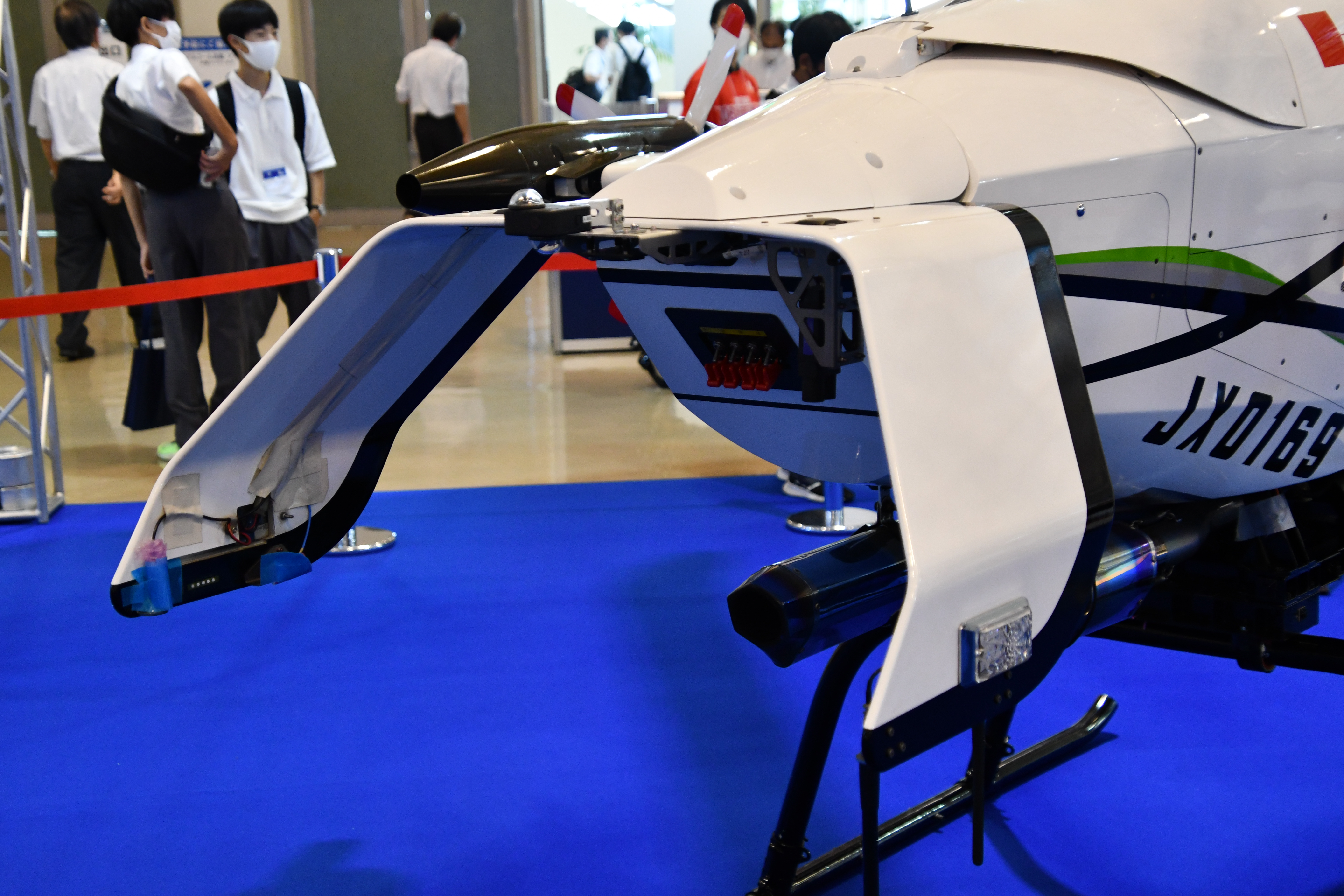
Détail du "K-RACER-X1" de Kawasaki ci-dessus

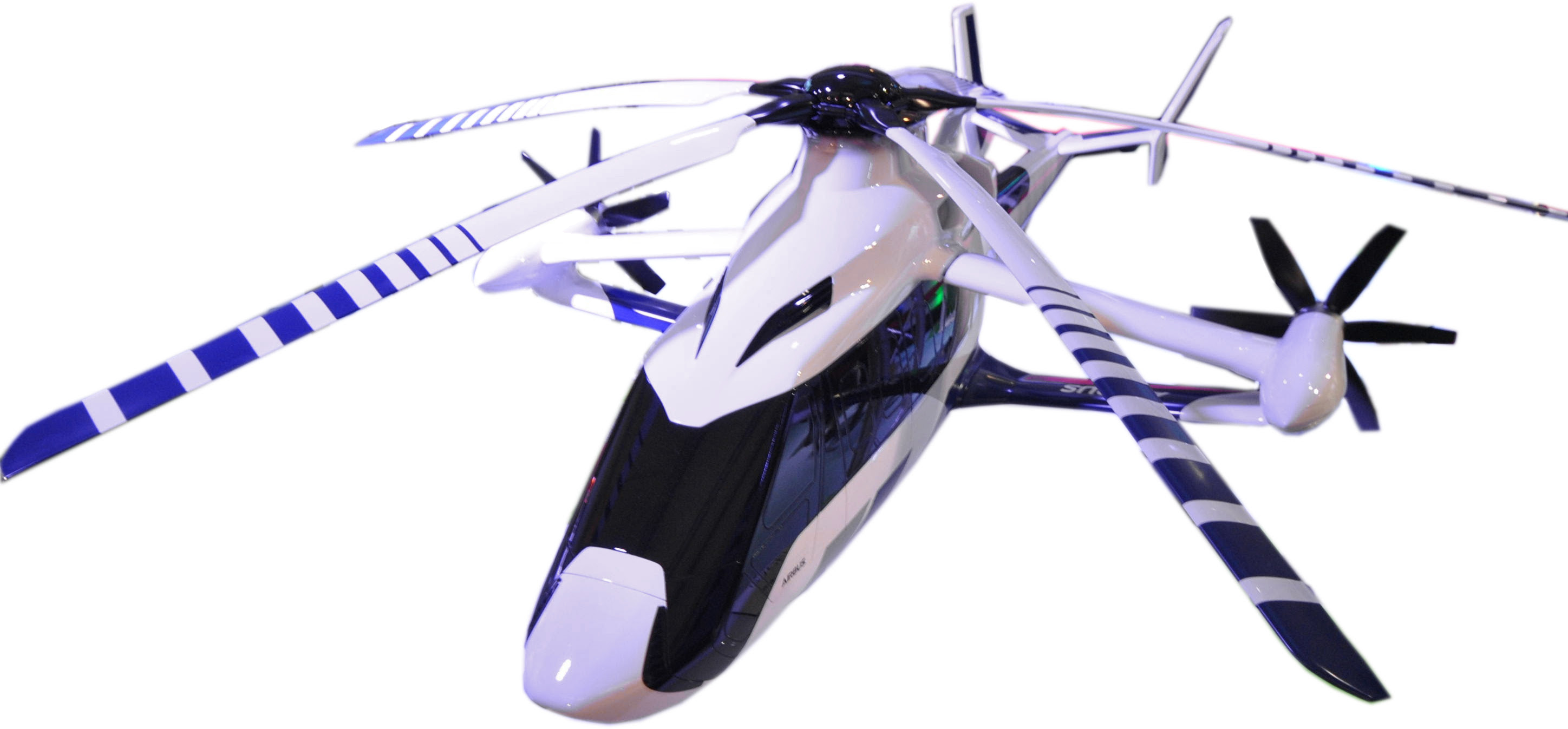
Autre exemple de gyrodyne (Airbus racer, ici au Paris Air Show 2017)

Les vertiports n'accepteront pas les avions (sauf à décollage vertical), mais divers types d'aéronefs, avec ou sans pilotes, compatibles avec le exigences d'une mobilité aérienne urbaine ; c'est-à-dire des engins compacts de type Gyrodynes. Certains sont déjà localement utilisés pour le transport de colis, et d'autres sont en phase de conception ou de tests pour le transport de personnes.
Les designers cherchent à les rendre légers mais sûrs et aussi sobre en énergie que possible.
Il s'agira par exemple du CityAirbus, Lilium Jet ou Volocopter en Allemagne et à l'échelle internationale l'Ehang 216 et le Boeing PAV,.
Encore largement en phase de conception ou de test, ces aéronefs peuvent être des hélicoptères, des multicoptères (comme le Volocopter) ou les aéronefs convertibles à voilure basculante et à rotor inclinable (par exemple Vahana ou Bell Nexus). Les volocoptères et multicoptères utilisent des rotors verticaux pour le vol stationnaire et horizontal, tandis que les aéronefs à rotors basculants peuvent incliner leurs rotors horizontalement pour le vol horizontal.
Ils ont souvent des capacités de vol vertical (ex : Avion à décollage et atterrissage vertical (ADAV ou VTOL pour les anglophones) pour évoluer à partir de surfaces de petites dimensions.
Hormis les hélicoptères classiques alimentés par du kérosène identique à celui des avions à réaction, ils sont souvent entièrement électriques et dotés de plusieurs rotors, pour minimiser le bruit et augmenter la sécurité du système. Certains ont déjà effectué leur premier vol.

## Marché
Concernant le transport de personnes, les premières analyses de rentabilité et d'acceptabilité, et études de marché faites pour trois marchés potentiels (navette aéroportuaire, taxi aérien et ambulance aérienne), dont commandées par la NASA en 2018 ont conclu que dans un « scénario sans aucune contrainte » (technologique, environnementale, réglementaire, de coût de l'énergie, d'acceptabilité sociétale et individuelle…), seuls les navettes aéroportuaires et les taxis aériens apparaitraient économiquement viables, avec - dans le cas d'absence totale de contrainte (…si n'importe quel passager « avait la possibilité d'accéder à un UAM et de le faire voler à tout moment, de n'importe quel endroit vers n'importe quelle destination, sans être gênés par des contraintes telles que la météo, les infrastructures ou le volume de trafic) - une valeur marchande totale disponible aux États-Unis de 500 milliards de dollars ».

Mais dans le monde réel, des contraintes juridiques, réglementaires, météorologiques, de certification, de perception du public et d'infrastructure sont inévitables ; en intégrant ces contrainte dans le modèle d'étude de marché utilisé en 2018, le potentiel de marché de ces applications chutait à environ 0,5 % du marché total disponible (soit une valeur marchande passant de 500 à 2,5 milliards de dollars, à court terme). Selon cette étude (et le retours d'expérience), les « ambulances aériennes » ne seraient, potentiellement, commercialement viables qu'en utilisant des avions VTOL hybrides (pas avec les véhicules électriques à décollage et atterrissage verticaux (eVTOL).
La recherche sur les avions électriques à décollage et atterrissage verticaux, émergente, a été dopée (milliards de dollars de nouveaux investissements de 2020 à 2022) dans l'espoir d'un nouveau marché de transport décarbonaté pour les clients riches des zones métropolitaines très encombrées.
En outre, plusieurs défis éco-sociotechniques restent à relever, qui nécessiteraient notamment des partenariats intragouvernementaux continus, une collaboration étroite entre les autorités et l'industrie, un engagement ferme de l'industrie à respecter les contraintes juridiques et réglementaires : 

### Défis, contraintes technologiques, de ressources et de couts
Alors que l'empreinte carbone globale de l'aviation n'a pas cessé d'augmenter (hormis lors des confinement liés à la pandémie de Covid-19), un défi majeur est de répondre de manière soutenable au besoin de kérosène, de biocarburants et/ou d'électricité.
À poids transporté égal, hormis pour les dirigeables, les engins volant consomme bien plus d'énergie que n'importe quel autre véhicule. Les vertiports devant aussi offrir du carburant et/ou des bornes de recharge électrique rapide.

De plus, le poids du carburant (kérosène, gas naturel, hydrogène...) et/ou des batteries embarqués limitent les capacités et l'autonomie des drones et avions à décollage vertical. Les constructeurs risquent en outre d'être de plus en plus confrontés à des pénuries de matériaux et composants indispensables à la production de batteries, moteurs et d'éléments vitaux de l'informatique embarquée, pénurie notamment liée au développement de l'électromobilité terrestre et des besoins électrique croissant de l'internet, du minage des blockchain, etc. Ces problèmes de pénurie concernent tous le modes l'électromobilité et de mobilité avancée, mais ils sont exacerbés dans le cas du transport aérien, particulièrement gourmand en énergie, sauf à vouloir associer la motorisation à une enveloppe pleine d'un gaz chaud ou plus léger que l'air, qui implique alors des engins très volumineux , peu compatibles avec un usage intra-urbain. Dans tous le cas, sauf rupture technologique inattendue, les coûts modaux de la mobilité aérienne lourde (passager et fret lourd), ainsi que ceux de réseaux-support seront élevés,. La fiabilité des batteries (à coût raisonnable), des moteurs ainsi que celle des systèmes de géopositionnement, de guidage et de conduite doit être absolue (et bien plus élevée encore qu'au niveau du sol).

### Défis contextuels
- Les villes, en particulier les villes denses et les villes historiques, n'ont pas été conçues pour faciliter les déplacements, décollages et atterrissages en toute sécurité d'engins aériens ;
- Dans un contexte où depuis plus d'un demi-siècle le nombre d'avions en vol ne cesse de croître et où les cartes aéronautiques et la réglementation se complexifient, le risque d'incidents, d'accidents, ou d'usages terroristes ou malveillants (observation illégale, espionnage, contrebande…) d'engins aériens semble particulièrement difficile à maîtriser, surtout si ces engins sont à la fois privés, de plus en plus nombreux et dispersés (ou concentrés dans des « corridors » leur étant réservés), s'ils concernent un nombre grandissant de parties prenantes, et si, comme le prévoient la Nasa et ses prospectivistes, le trafic aérien se composera, au moins dans un premier temps, d'un mélange d'avions et engins de tailles et poids variés et, selon le cas, pilotés, semi-automatisés et entièrement automatisés[44]. 
Il est aussi à noter que dans le contextes de l'utilisation croissante de drones militaires, et de survol de centrales nucléaires par des drones, les contre-mesures et la lutte anti-drone s'est également développée, avec notamment la vente libre et en ligne de divers modèles de détecteurs de drone, de brouilleurs de drones (brouilleurs hyperfréquence, capables pour certains d'automatiquement les détecter et les mettre hors-service, avec une portée de plusieurs kilomètres ; tous les brouilleurs sont interdits en France pour le public, mais ils se généralisent pour la sécurisation de certains sites stratégiques ou vulnérables aux drones (prisons y compris)[45], et sont commercialisés en ligne). Les attaques informatique des logiciels internes de véhicules aériens sans pilotes, ainsi que de leurs infrastructures de service sont également possibles ; elles posent de problèmes complexes de cybersécurité et de sécurité aérienne ;
- Dans le contexte urbain, le bruit des engins volants et les conditions météorologiques présentent encore des défis d'acceptabilité et de sécurité pour les opérateurs et pour le public, notamment en conditions météorologique défavorables, susceptibles d'affecter la maniabilité des engins, et d'être source d'annulations de vols ou de retards pour les voyageurs[1]. 
Une étude de la climatologie saisonnière et diurne basée sur les données historiques disponibles aux altitudes et zones opérationnelles prévues a été faite aux États-Unis pour 10 régions métropolitaines, à la demande de la Direction des missions de recherche aéronautique (ARMD) de la NASA. Ces données ont été croisées avec des données sur la perceptions du public liés aux conditions météorologiques (évaluées via une enquête auprès de 1 702 personnes dans la population générale de cinq villes, via un Échelle de Likert)[1]. Dans ces cas, le conditions météorologiques étaient les plus favorables à Los Angeles et à San Francisco et les moins favorables à Denver, New York et Washington D.C. À l'avenir, équiper les véhicules automatisés, les systèmes d'aéronefs sans pilote et les VTOL de capteurs météorologiques couplés avec l'apprentissage automatique et l'intelligence artificielle[1].
- Alors qu'en 2021, la Vertical Flight Society (VFS) qui gère le répertoire mondial des aéronefs eVTOL en comptait déjà 395 modèles classés dans plusieurs catégories (73 de ces engins ne peuvent embarquer qu'une seule personne. Seuls 23 sont des giravions électriques)[46], la législation n'a pas encore émis de règles d'interopérabilité et de sécurité logicielle.

## Implications pour les aéroports et la réglementation aérienne
Alors que le trafic aérien ne cesse de se développer, en augmentant notamment son empreinte carbone globale, des chercheurs invitent les gestionnaires d'infrastructures aéroportuaires à se préparer à l'utilisation de carburants alternatifs (hydrogène notamment) et de moteurs électriques .
Alors qu'en 2023, la réglementation des drones varie considérablement selon les pays, allant « de l'interdiction pure et simple de l'utilisation de drones commerciaux à une législation permissive, en passant par une stratégie consistant à attendre d'observer l'efficacité des politiques des autres nations avant d'agir ». leur régulation et la réglementation (par exemple relative aux spécifications techniques et de contrôle distant, aux assurances ou encore à l'immatriculation) de drones de transport et du trafic aérien doivent aussi s'adapter à cette nouvelle part modale du transport, dont en tenant compte des risques d'accidents et de détournements malveillants, terroristes...

## Évaluation des impacts socio environnementaux
Le transport aérien comptent parmi ceux qui génèrent le plus d'impacts environnementaux ; et selon les méthodes et critères d'évaluation utilisées, la qualification et la quantification des impacts, directs et indirects, immédiats et différés varient considérablement. Deux problèmes liés à la tendance générale à l'électrification et à l'informatisation des transports, ou parfois à l'utilisation d'hydrogène ou d'agrocarburant, sont la prise en compte des impacts écosystémiques dès l'amont, et la question de la surexploitation ou des pénuries de certaines ressources (métaux et terres rares nécessaires aux moteurs, batteries, réseaux et systèmes de recharge et systèmes numériques).
Les oiseaux posent déjà des problèmes sur le aéroports (où ils sont chassés ou éloignés) ;  peu de données sont disponibles sur les risques liés aux oiseaux urbains (pigeons, laridés, corvidés... notamment, qui se sont souvent fortement habitués à l'homme et aux engins), surtout si l'on arrive à rendre ces engins plus silencieux.

## Vers une planification de l'intégration de la «mobilité aérienne» en ville et dans les aéroports?

### Tendances
Dans le monde, les lois sur les drones évoluent rapidement, au gré des évolutions technologiques et des retours d'expériences, tendant à imposer une formation ad hoc, un examens de pilotage, une assurance responsabilité civile, l'interdiction de vol dans certaines zones et/ou altitudes, etc.. En 2018, un usage plus généralisé des drones se heurte toujours à de grands obstacles réglementaires
l'Union européenne envisage vers 2024-2025 « la livraison de marchandises par drones et le transport de passagers, initialement avec un pilote à bord. Des pilotes à distance ou même des services autonomes pourraient suivre plus tard »

## Recherche et développements
Les questions de sécurité en vol, au décollage et à l'atterrissage dans les « vertiports » ont font l'objet d'études et de propositions
La NASA dispose (2017) d'un petit programme sur la mobilité aérienne urbaine (taxi urbain volant),,.

## Préfiguration de réglementations aériennes et environnementales dédiées

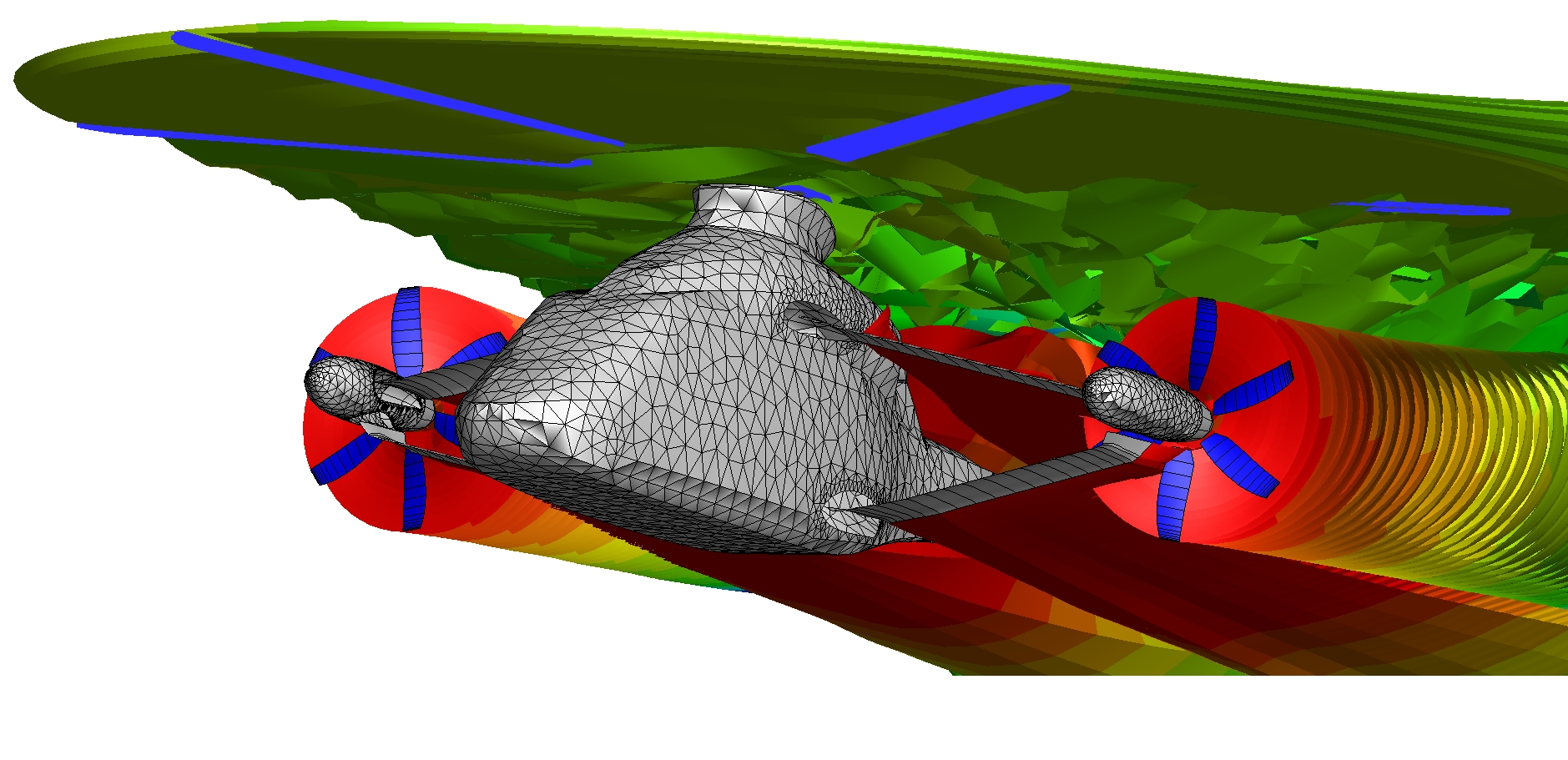
Simulation simplifiée de deux des sources principales de rayonnement sonore du RACER en situation de vol

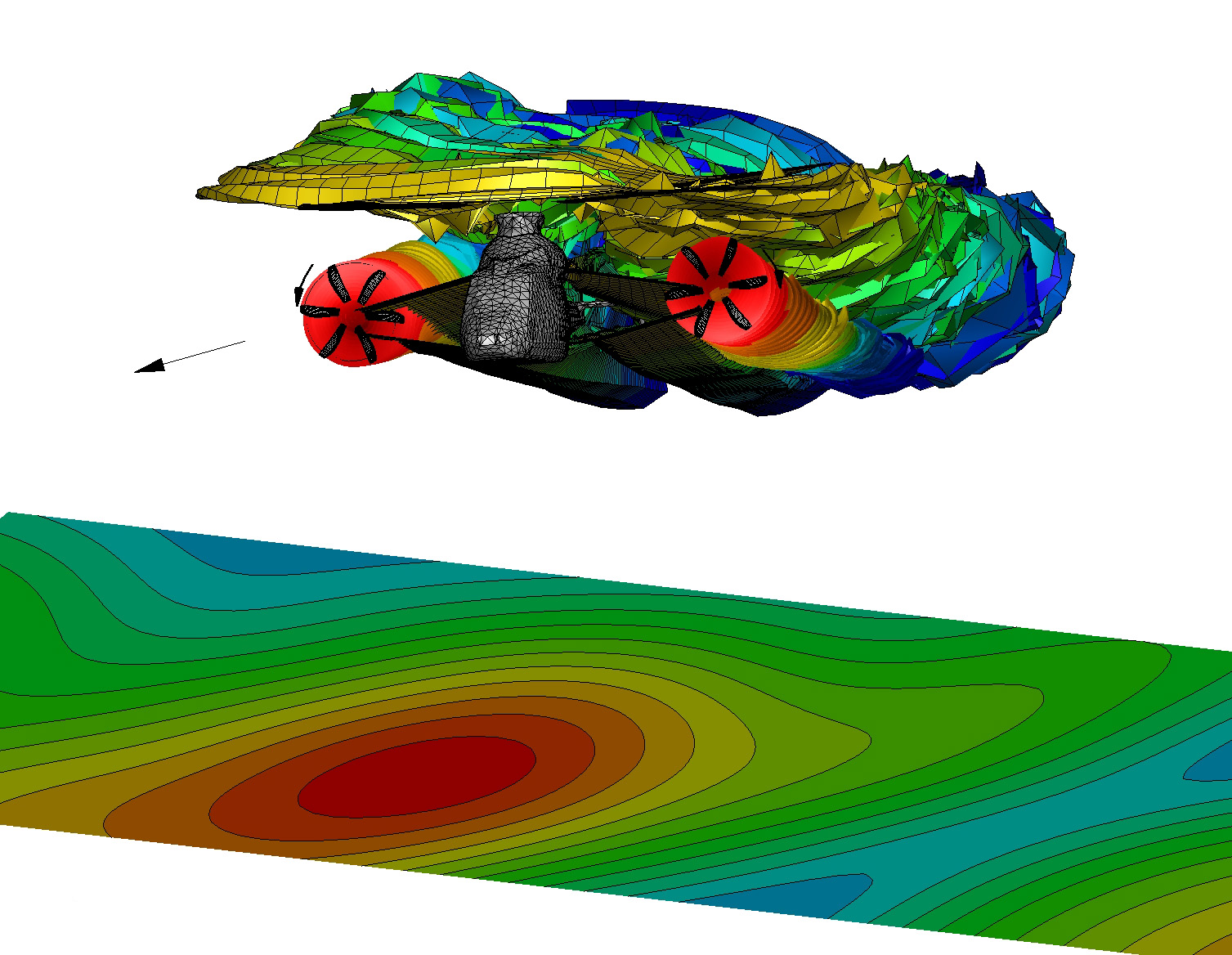
Simulation informatique du contour sonore généré par le rotor principal et par les hélices d'un RACER en vol, avec visualisation du bruit perçu au niveau du sol (rayonnement sonore au sol).

Un problème majeur des engins testés ou préfigurés pour la mobilité aérienne urbaine est qu'ils sont très bruyants, notamment pour les personnes situées en dessous d'eux (ci-contre : La simulation du rayonnement sonore du RACER montre (bruit du moteur non compris) en vert le rayonnement sonore généré par le cisaillement de l'air par les pâles (horizontales) du rotor, et, en rouge, celui généré par les hélices (verticales) de l'engin. Les interactions entre ces deux sources et leur "sillages", créent un rayonnement sonore intense et complexe.
En Europe, l'EASA a publié (2021) une étude sur l'acceptation des citoyens et la confiance des futurs utilisateurs d'UAM dans toute l'Union européenne et elle participe à plusieurs projets. 
En se basant sur les recherches disponibles, sur des analyses du marché européen potentiel disponibles, des enquêtes d'opinion et entretiens, l'EASA a examiné les attitudes, préoccupations et souhaits des citoyens européens vis-à-vis de l'UAM, en vue d'un futur cadre réglementaire. Les premiers éléments de ce cadre ont été publiés en 2022 dans un document de 178 pages qui impose pour chaque vertiport une zone en forme d'entonnoir au-dessus du site, zone dite « volume sans obstacle », sécurisant les décollages et les atterrissages et supposées "prendre en compte les contraintes environnementales et sonores en milieu urbain".

## Voir aussi

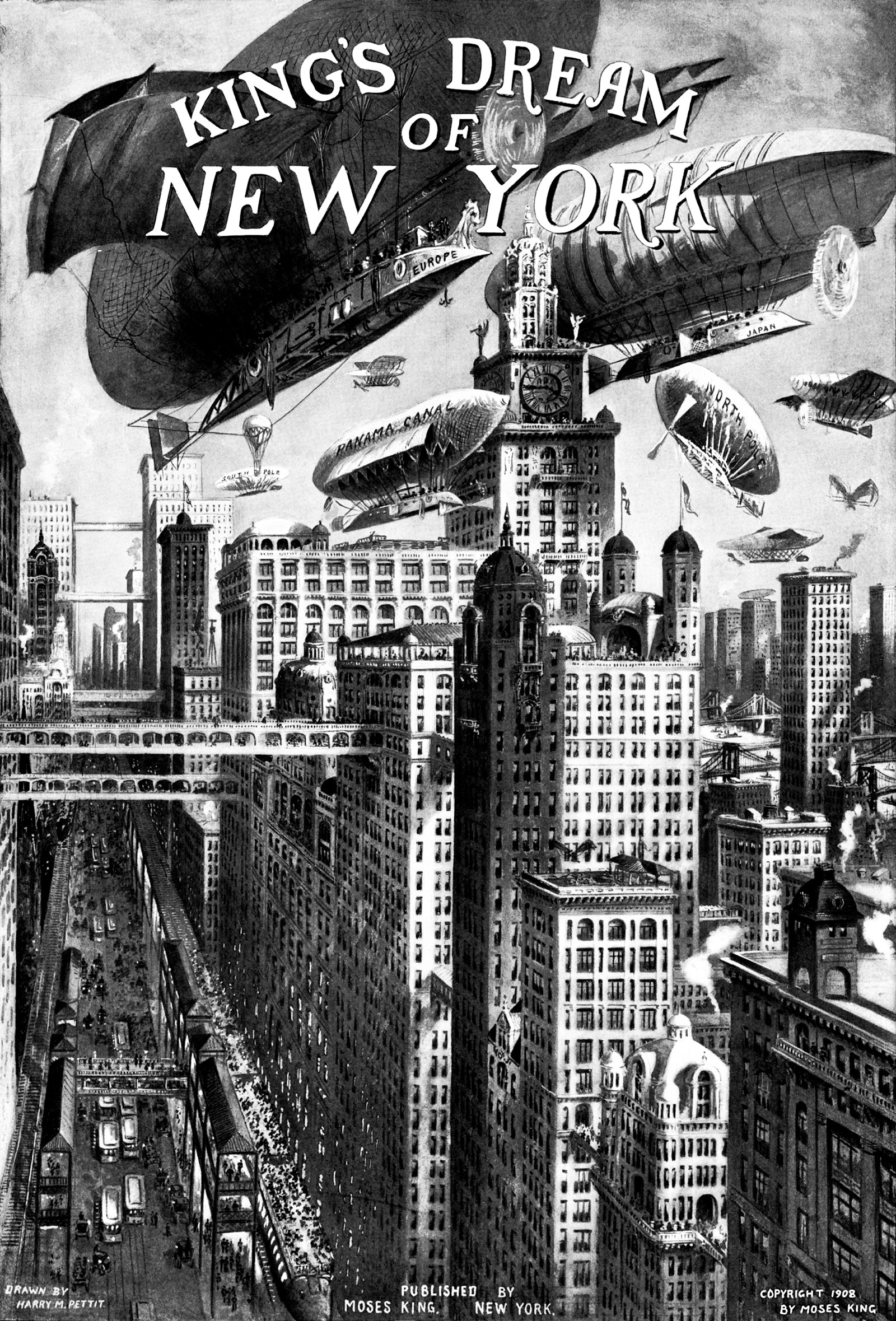
Vue prospective et futuriste de New York, dessinée par Harry M. Pettit en 1908 ("Moses King’s guidebook Views of New York")